# Круг Валлонии 2024
58-й выпуск  Круга Валлонии — шоссейной однодневной велогонки по дорогам Бельгии. Гонка прошла 9 мая 2024 года в рамках Европейского тура UCI 2024 и Кубка Бельгии. Победу одержал бельгийский велогонщик Арно Де Ли.

## Участники
| UCI WorldTeams (5)- Alpecin-Deceuninck - Arkéa-B&B Hotels - Cofidis - Intermarché-Wanty - Team Visma \| Lease a Bike UCI ProTeams (7)- Bingoal WB - Israel-Premier Tech - Lotto Dstny - Q36.5 Pro Cycling Team - Team Flanders-Baloise - Uno-X Mobility - TotalEnergies UCI Continental Teams (10)- Airtox-Carl Ras - Dukla Banská Bystrica - Equipe continentale Groupama-FDJ - Hagens Berman Jayco - Israel Premier Tech Academy - Philippe Wagner-Bazin - Tarteletto-Isorex - Team BridgeLane - Team Felt Felbermayr - Lotto Kern-Haus PSD Bank |
| |

## Маршрут
Дистанция трассы изначально составляла 190,8 км со стартом и финишем в Мон-сюр-Маркьен, недалеко от Шарлеруа. Как и в 2023 году, после основной части гонщикам необходимо проехать три финальных круга.

## Ход гонки
184 километра преодолели гонщики. Кристиан Линдквист отличился в гонке, с самого старта оторвавшись вчетвером. Им удалось отыграть преимущество чуть менее чем на три минуты, но Lotto Dstny не облегчил им задачу, где у них был главный фаворит в лице Арно де Ли. За 68 километров до финиша NYE завершил отрыв, и четверо новых гонщиков отправились в путь, в том числе Лео Ван Белль и другие. Из пелотона постоянно происходили небольшие атаки. Густав Даль тоже попытал счастья, но в итоге команда из трех человек — Ван Белле, Гербена Кайперса и Батиста Вадича — сошла с дистанции. За 11 километров до финиша Ван Белль оторвался от своих коллег-гонщиков. Энтони Турджис подъехал к Ван Беллю, и они держались на приличном расстоянии от пелотона. Однако, когда до финиша оставалось полтора километра, для дуэта, шедшего впереди, все было кончено. В спринте победу одержал главный фаворит Де Ли. Джейк Стюарт открыл спринт, но Алекс Зингл обогнал его, за ним последовали Де Ли и другие гонщики. Мэтью Бреннан завоевал третье место.

## Результаты
| \| Генеральная классификация \| Генеральная классификация \| Генеральная классификация \| Генеральная классификация \| Генеральная классификация \| \| Гонщик \| Гонщик \| Команда \| Время \| \| \| ------------------------- \| ------------------------- \| -------------------------------------- \| ------------------------- \| ------------------------- \| \| 1-й \| Арно Де Ли \| Lotto Dstny \| 4ч 06' 09 \| \| \| 2-й \| Аксель Зингле \| Cofidis \| + 0 \| \| \| 3-й \| Мэтью Бреннан \| Team Visma \\| Lease a Bike Development \| + 0 \| \| |               |                                        |           |
| |               |                                        |           |
| Источник: ProCyclingStats |               |                                        |           |
| Генеральная классификация |               |                                        |           |
| Гонщик | Гонщик        | Команда                                | Время     |
| 1-й | Арно Де Ли    | Lotto Dstny                            | 4ч 06' 09 |
| 2-й | Аксель Зингле | Cofidis                                | + 0       |
| 3-й | Мэтью Бреннан | Team Visma \| Lease a Bike Development | + 0       |